# IC 4148
IC 4148 ist eine Elliptische Galaxie vom Hubble-Typ E5? im Sternbild Coma Berenices am Nordsternhimmel. Sie ist schätzungsweise 833 Millionen Lichtjahre von der Milchstraße entfernt und hat einen Durchmesser von etwa 105.000 Lichtjahren. Vom Sonnensystem aus entfernt sich das Objekt mit einer errechneten Radialgeschwindigkeit von näherungsweise 18.700 Kilometern pro Sekunde.
Das Objekt wurde am 27. Januar 1904 von Max Wolf entdeckt.

## Galaktisches Umfeld
| Nr. | Galaxie                 | Alternativname            | Rek           | Dek           | Distanz/asec |
| --- | ----------------------- | ------------------------- | ------------- | ------------- | ------------ |
| →   | IC 4148                 | LEDA/PGC 3801676          | 13h04m10.685s | +19d15m32.95s | 0            |
| 1   | IC 4146                 | 2MASX J13041038+1916423   | 13h04m10.379s | +19d16m41.75s | 68.92        |
| 2   | 2MASX J13042066+1915535 | WISEA J130420.61+191553.3 | 13h04m20.619s | +19d15m53.17s | 142.08       |
| 3   | IC 4139                 | LEDA/PGC 3090109          | 13h04m04.149s | +19d17m41.91s | 158.72       |
| 4   | IC 4141                 | LEDA/PGC 45147            | 13h04m07.731s | +19d12m38.33s | 179.54       |
| 5   | 2MASX J13034962+1914233 | WISEA J130349.61+191422.7 | 13h03m49.618s | +19d14m22.71s | 306.58       |
| 6   | 2MASX J13035109+1918483 | WISEA J130351.08+191848.7 | 13h03m51.080s | +19d18m48.72s | 339.60       |
| 7   | IC 4130                 | LEDA/PGC 45103            | 13h03m46.594s | +19d16m17.54s | 343.98       |
| 8   | 2MASX J13042490+1909406 | WISEA J130424.81+190941.0 | 13h04m24.875s | +19d09m40.95s | 405.36       |
| 9   | LEDA/PGC 1589252        | 2MASX J13035173+1921003   | 13h03m51.725s | +19d21m00.16s | 423.31       |
| 10  | LEDA/PGC 1589252        | 2MASX J13035173+1921003   | 13h03m51.725s | +19d21m00.16s | 430.59       |
| 11  | 2MASX J13043034+1922336 | WISEA J130430.36+192233.7 | 13h04m30.369s | +19d22m33.57s | 504.55       |
| 12  | 2MASX J13033224+1917140 | WISEA J130332.28+191713.7 | 13h03m32.285s | +19d17m13.76s | 552.94       |
| 13  | LEDA/PGC 3090107        | 2MASX J13032794+1907590   | 13h03m27.971s | +19d07m58.93s | 756.49       |
| 14  | 2MASX J13040353+1928074 | WISEA J130403.57+192807.7 | 13h04m03.562s | +19d28m07.62s | 761.42       |
| 15  | 2MASX J13050539+1914536 | WISEA J130505.38+191453.7 | 13h05m05.375s | +19d14m53.80s | 775.50       |